# باول برناردو
باول برناردو (بالإنجليزية: Paul Jason Teale) هو قاتل متسلسل كندي، ولد في 27 أغسطس 1964 في سكاربورو، تورنتو في كندا.

## وصلات خارجية
- باول برناردو على موقع إن إن دي بي (الإنجليزية)